# Sự cố mất điện do sóc

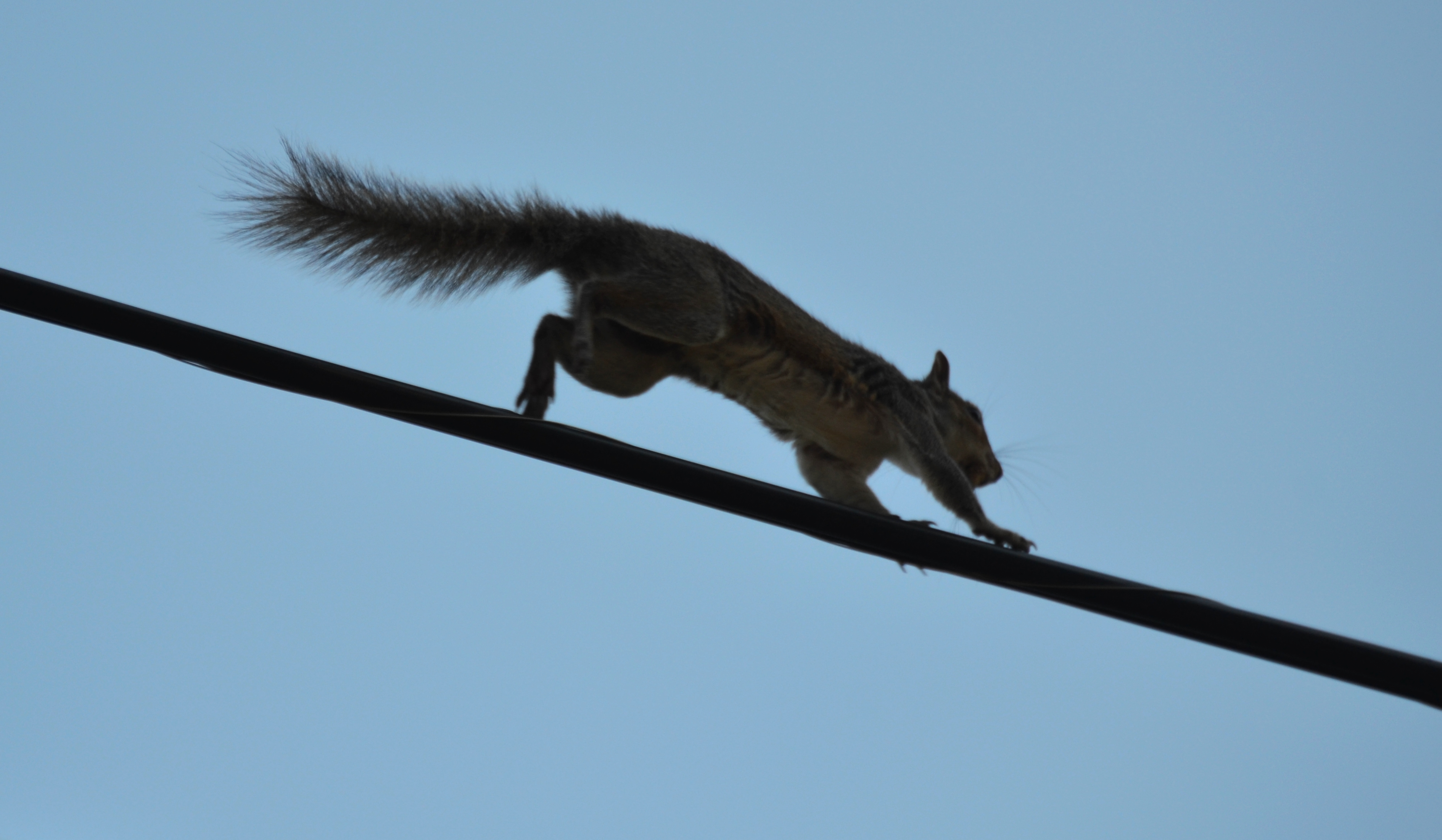
Một con sóc đang chạy trên dây điện

Sự cố mất điện do sóc gây ra rất phổ biến và lan ra trên diện rộng và có thể liên quan đến việc làm hư hỏng mạng lưới điện. Người ta đã đưa ra giả thuyết rằng mối đe dọa đối với internet, cơ sở hạ tầng và các dịch vụ do những con sóc có thể vượt quá số liệu do những kẻ khủng bố gây ra. Mặc dù nhiều nhà bình luận đã nhấn mạnh đến khía cạnh nhẹ nhàng hơn, những con sóc vẫn chứng tỏ được khả năng làm hỏng mạng lưới điện ở Hoa Kỳ và các nước khác.

## Tổng quan
Hầu hết các phương tiện truyền thông bảo hiểm ở Mỹ về các sự kiện như vậy đã so sánh số lần tắt điện lưới do sóc và những tay khủng bố. Lưới điện không phải là loại cơ sở hạ tầng duy nhất có nguy cơ bị sóc phá rối, nhưng các địa điểm vũ trang hạt nhân cũng đã được mô tả như là mục tiêu của sự chú ý của lũ sóc. Giống như họ hàng gặm nhấm của chúng, sóc có thể làm hỏng cáp điện bằng cách cắn chúng.
Thông thường khi một chú sóc gây chập tắt nguồn điện, sự cố này gây tử vong ngay lập tức cho con sóc đã gây ra điều đó, cơ thể nó trở thành ống dẫn qua đó điện áp cao đi qua để làm nền dẫn điện từ mạch xuống mặt đất, đây cũng là một vấn đề nan giải và đau đầu của các nhà chức trách quản lý mạng điện. Theo một cuộc khảo sát do One Security Expert thực hiện, mối đe dọa thực sự đối với cơ sở hạ tầng quan trọng nằm trên toàn cầu là từ các con sóc. 